# Pyrus calleryana
Pyrus calleryana, el Peral de Callery o peral de flor es una especie de peral nativo de China.

## Descripción
Es un árbol caducifolio que crece de unos 15 a 20 m, de forma cónica. Las hojas son ovaladas, de 4 a 7 cm de largo, de color verde oscuro en el haz y verde claro en el envés. Las flores se abren a principio de primavera antes de la producción de hojas, son blancas, con 5 pétalos, y miden de 2 a 3 cm de diámetro. Tienen un olor dulce empalagoso.
El fruto es menor de 1 cm de diámetro, duro, antes de ablandarse por congelación, momento en que son alimento para los pájaros, que dispersan las semillas en sus excrementos. En verano, el follaje es verde oscuro, y en otoño generalmente las hojas se vuelven de tonos brillantes, desde de amarillo y naranja hasta lo que es más habitual rojo, rosa, morado, y bronce. A veces,  muchos de estos colores pueden aparecer en una misma hoja simultáneamente. En ocasiones, el cambio de color ocurre bien entrado el otoño, e incluso una helada temprana puede hacer cesar el cambio y producir una caída prematura de la hoja.
Este árbol es sorprendentemente resistente a las enfermedades o plagas, y puede ser dañado más a menudo a causa de tormentas y fuertes vientos que por las enfermedades.

## Cultivo

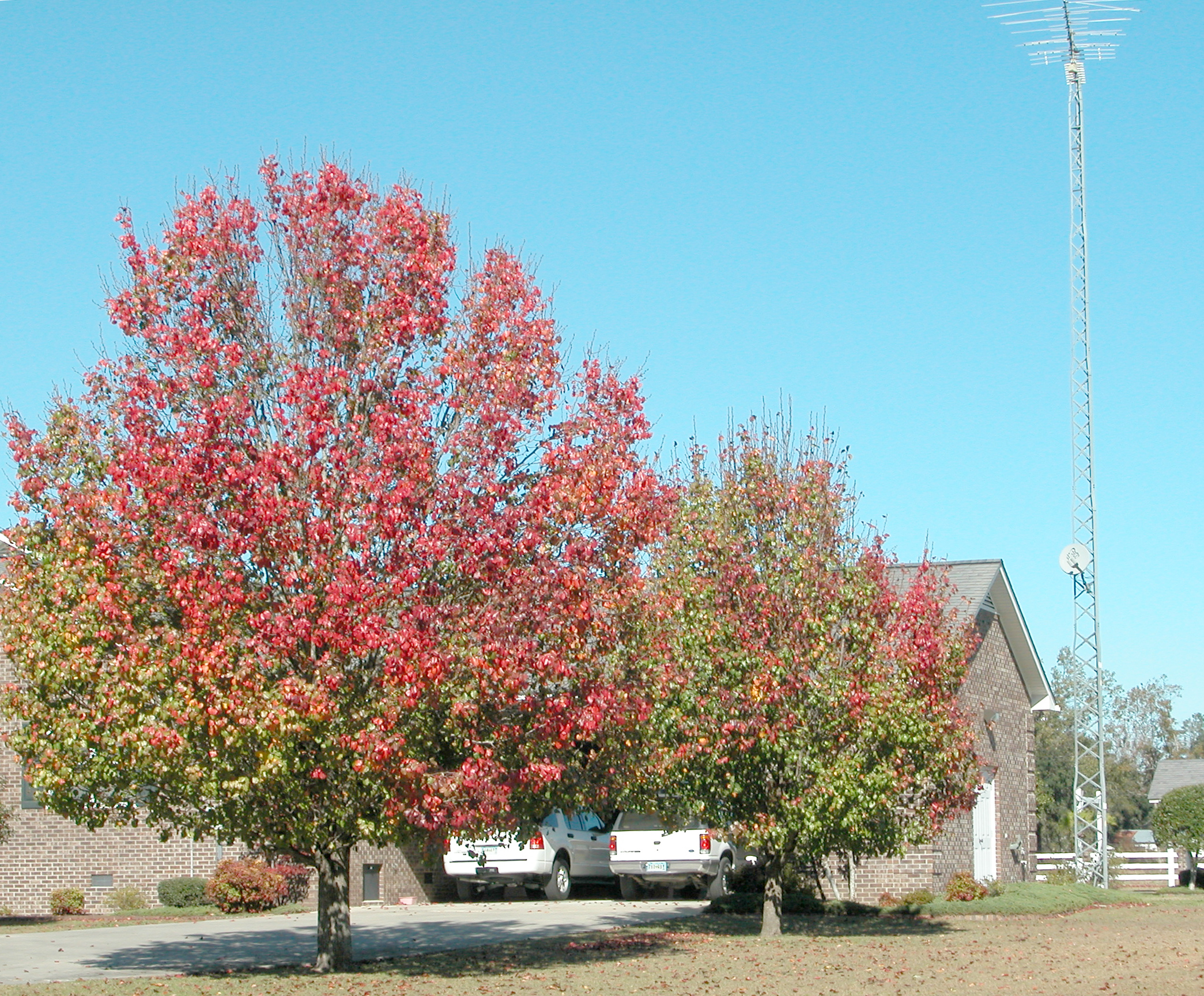
Peral "Bradford" en otoño.

Es muy común verlo plantado en América del norte como árbol ornamental de tal forma que este árbol (en concreto la variedad "Bradford") ha llegado a ser plantado en muchas comunidades suburbanas. Es tolerante a diferentes tipos de sustrato, niveles de drenaje y a la acidez del suelo. La forma de la copa va desde ovalada a elíptica. La simetría de muchas variedades permite ser empleado en jardinería formal, como por ejemplo office parks o en parque industriales. Generalmente se emplea por su valor decorativo, también potenciado por que sus frutos atraen a los pájaros. Sus flores blancas se pueden ver a comienzos de primavera en varios bulevares de ciudades del este de EE. UU.. A la latitud de Pittsburgh, los árboles a menudo permanecen verdes hasta mediados de noviembre, y en otoños cálidos, los colores son a menudo brillantes hasta finales del otoño, mientras que en los años fríos se puede desprender la hoja antes del cambio de color. En el Sur, tienden a ser de los árboles con cambio de color en otoño más fiables.

## Invasividad de la especie
Puede llegar a ser una especie invasiva en muchos lugares, llegando a poder desplazar a especies autóctonas menos resistentes o con menor capacidad de expansión. Las plantas de semillero a menudo difieren de las variedades seleccionadas en que tienen una conformación más irregular, y también densamente dotadas de espinas. En una hoja del periódico botánico Castanea, Vincent (2005) informó que la especie se extendía a lo largo de 152 condados en 25 estados de los EE. UU.

## Variedades
Se comercializan distintas variedades de Peral de Flor, incluyendo 'Aristocrat', 'Autumn Blaze', 'Bradford' (Peral de Bradford, el más empleado en Estados Unidos), 'Capital', 'Cleveland Select', 'New Bradford', 'Redspire', and 'Whitehouse'.

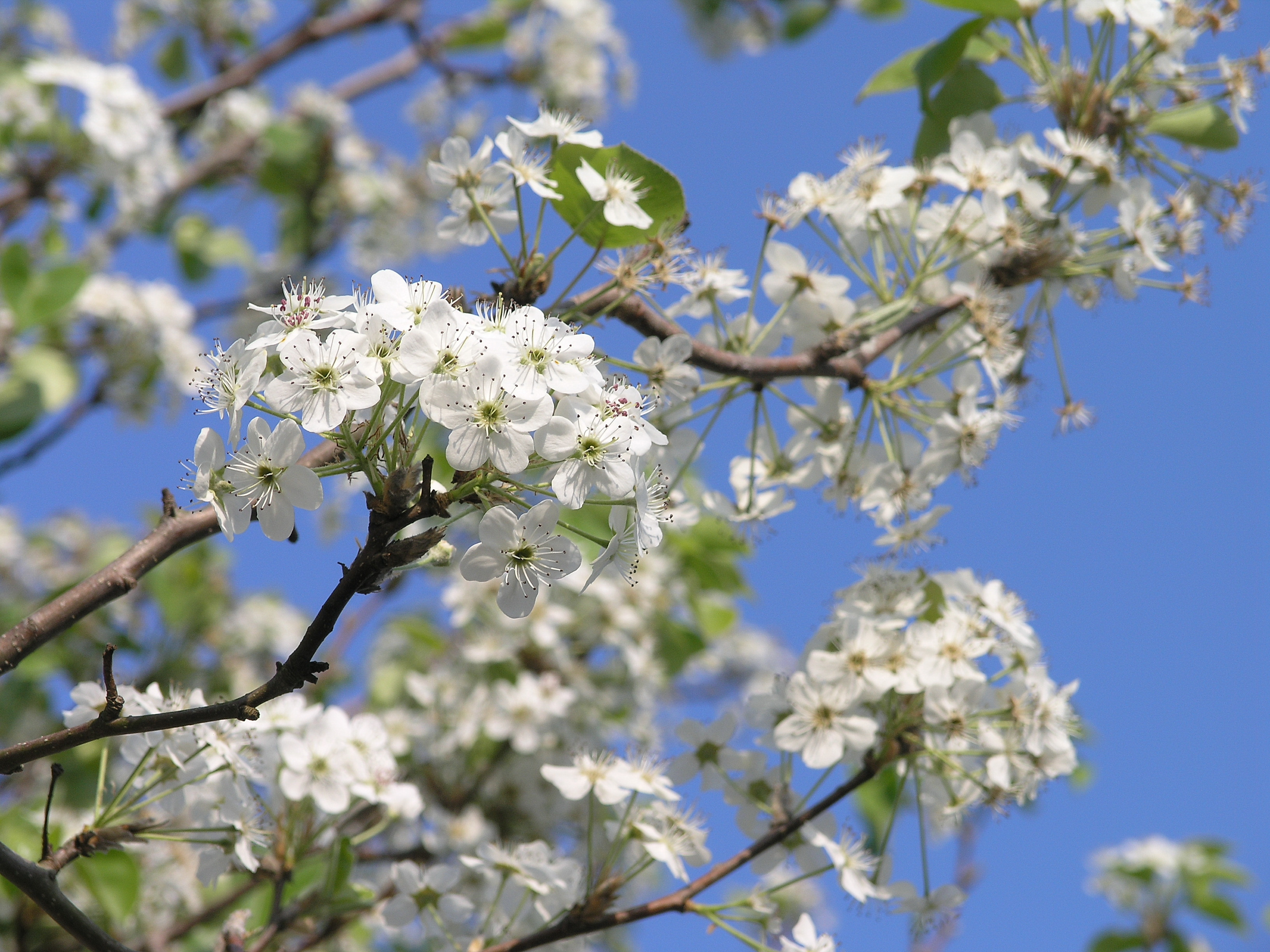
Peral Bradford en flor.

La variedad Bradford, tiene un porte vertical y espeso — lo hacen idóneo para el urbanas — así como para zonas estrechas. La fragilidad tronco-rama de la variedad Bradford la hace susceptible a las tormentas, a daños por caída de nieve, por tormenta de hielo o por los fuertes vientos de las tormenta eléctricas. Este es el motivo principal de su escasa esperanza de vida (suele ser menor de 25 años), muchas veces es criticado su uso en paisajismo a favor de otros árboles más resistentes, otras variedades de Peral de Flor como la Cleveland Select o incluso especies autóctonas.

## Taxonomía
La especie fue descrita por Joseph Decaisne y publicado en Le jardin fruitier, vol. 1, p. 329, 1858.
Sinonimia
- Pyrus calleryana var. calleryana
- Pyrus calleryana f. calleryana
- Pyrus calleryana var. dimorphophylla (Makino) Koidz.
- Pyrus calleryana f. tomentella Rehder
- Pyrus kawakamii Hayata
- Pyrus mairei H.Lév.[4]

Taxones infraespecíficos aceptados
- Pyrus calleryana var. koehnei (C.K.Schneid.) T.T.Yuv[4]